# Elvir Baljić
Elvir Baljić, född 8 juli 1974 i Sarajevo, Jugoslavien, är en bosnisk och turkisk före detta fotbollsspelare som för närvarande är tränare för den bosniska klubben FK Tuzla City.
Baljić spelade som anfallare och representerade turkiska klubbar under merparten av sin karriär.
Han hade dock en sejour i spanska Real Madrid mellan 1999 och 2002. Baljić spelade även 39 landskamper för Bosnien. 
Från februari 2010 till 2014 var han assisterande förbundskapten för Bosnien.